# Anauxesida insularis
Anauxesida insularis är en skalbaggsart som beskrevs av Stefan von Breuning 1943. Anauxesida insularis ingår i släktet Anauxesida och familjen långhorningar. Inga underarter finns listade i Catalogue of Life.